# Басова, Светлана Владимировна
Светлана Владимировна Басова — советская и российская театральная актриса, заслуженная артистка России (1999).

## Биография
Светлана Басова в 1987 году закончила Саратовское театральное училище (курс Григория Аредакова). С 1988 года работает в коллективе Ивановского театра драмы.

## Роли в театре
- «Вся надежда» М. М. Рощина — Бухара[2]
- «В пыльной тьме» Вальехо — Пепита
- «Зойкина квартира» М. А. Булгакова — Зойка
- «Пелагея и Алька» Ф.Абрамова — Лида
- «Четырнадцать красных избушек» А. П. Платонова — Ксения
- «Сказка про слоненка» Самойлова — Мышка
- «Дорогая Елена Сергеевна» Л. Н. Разумовской — Ляля
- «Пятое время года» Н. А. Павловой — Галя
- «Вишнёвый сад» А. П. Чехова — Аня
- «Свалка» А. А. Дударева — Русалка
- «Вечной ночи — нет» — Джил
- «Маленькая девочка» Н. Н. Берберовой — До
- «Кто боится Виржинии Вульф» Э.Олби — Ханни
- «Так и будет» К. М. Симонова — Оля
- «Странная миссис Сэвидж» Д.Патрика — Фэри
- «Двое на качелях» У.Гибсона — Гитель
- «Они будут так трепетно счастливы» Н. М. Птушкиной — Дина
- «Скажи, что ты меня прощаешь…» (по пьесе «Вдовий пароход» И. Грековой, П. С. Лунгина — Ольга Ивановна

## Признание и награды
- 1994 — лауреат третьего Всероссийского конкурса «Поют драматические актёры»[3]
- 1996 — премия имени Л. В. Раскатова (за роль Туанетты в спектакле «Мнимый больной» по пьесе Мольера)
- 1998 — премия имени Л. В. Раскатова (за роль Гитель в спектакле «Двое на качелях» по пьесе У.Гибсона).